# Premier ordinal non dénombrable
En mathématiques, le premier ordinal non dénombrable, noté ω₁ ou parfois Ω, est le plus petit ordinal non dénombrable ; c'est aussi l'ensemble des ordinaux finis ou infinis dénombrables. En d'autres termes, c'est l'ordinal de Hartogs de tout ensemble infini dénombrable.

## Principales propriétés
ω₁ est le supremum de tous les ordinaux au plus dénombrables ; ce sont ses éléments.
Comme tout ordinal (dans l'approche de von Neumann), ω₁ est un ensemble bien ordonné, la relation d'ordre étant la relation d'appartenance : ∈. C'est un ordinal limite, c'est-à-dire qu'il n'est pas de la forme α + 1. 
Le cardinal de l'ensemble ω₁ est le deuxième  nombre cardinal infini et est noté ℵ₁ (aleph-1). L'ordinal ω₁ est donc l'ordinal initial de ℵ₁. Dans la plupart des constructions, ω₁ et ℵ₁ sont égaux en tant qu'ensembles. Plus généralement : si α est un ordinal arbitraire, on peut définir ωα comme l'ordinal initial du cardinal ℵα.
On peut démontrer l'existence de ω₁ sans l'axiome du choix (voir l'article Ordinal de Hartogs).

## Espace topologique associé
Tout ordinal α peut être muni de la topologie de l'ordre. Cet espace topologique associé à α est souvent noté [0, α[, car c'est l'espace de tous les ordinaux strictement inférieurs à α. L'espace [0, ω₁[ est utilisé pour définir la longue droite et la planche de Tychonoff, deux contre-exemples importants en topologie.
L'espace [0, ω₁[ n'est pas compact. Son compactifié d'Alexandrov est [0, ω₁] = ω₁ + 1. Dans [0, ω₁], l'élément ω₁ n'a pas de base de voisinages dénombrable. Par conséquent, le compact [0, ω₁] n'est pas parfaitement normal (le fermé {ω₁} n'est pas un Gδ).
En termes d'axiomes de dénombrabilité (en), [0, ω₁[ est un espace à bases dénombrables de voisinages (donc séquentiel) et n'est pas séparable (donc pas à base dénombrable d'ouverts).
Puisque l'ordinal supremum (i. e. la réunion) d'un ensemble dénombrable d'ordinaux dénombrables est encore dénombrable, l'espace [0, ω₁[ est ω-borné (en) (c'est-à-dire que toute partie dénombrable de [0, ω₁[ est relativement compacte) donc séquentiellement compact (puisqu'il est de plus à bases dénombrables de voisinages) donc dénombrablement compact donc pseudo-compact (en) (c'est-à-dire que toute fonction continue de [0, ω₁[ vers ℝ est bornée).
Toute fonction continue de [0, ω₁[ vers ℝ (ou vers n'importe quel espace de Lindelöf séparé à bases dénombrables de voisinages) est même constante à partir d'un certain point. Par conséquent, le compactifié d'Alexandrov de ω₁ est aussi son compactifié de Stone-Čech.
Comme [0, ω₁[ n'est pas compact, il n'est ni de Lindelöf (puisqu'il est dénombrablement compact), ni métrisable (d'après le théorème de Bolzano-Weierstrass). Il n'est même pas paracompact, mais il est monotonement normal.